# Proteus (plataforma de satélite)

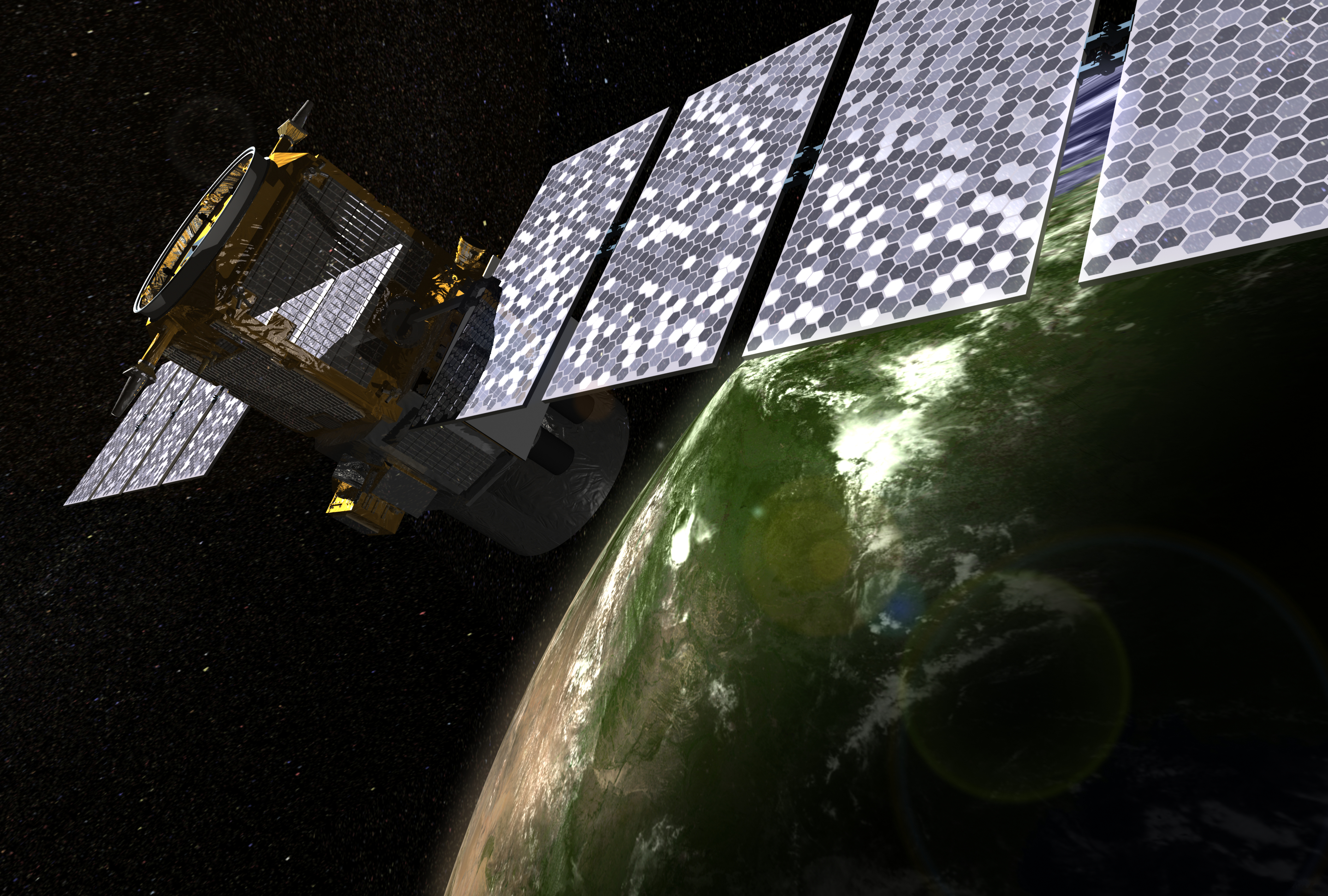
Concepção artística do satélite CALIPSO.

Proteus é uma plataforma de satélites multimissão desenvolvida pelo Centre National d'Études Spatiales (CNES) e a divisão de satélites da Aerospatiale - então Alcatel Space, hoje Thales Alenia Space.
Proteus é sigla de: Plate-forme Reconfigurable pour l'Observation, les Télécommunications Et les Usages Scientifiques.